# Krumsín

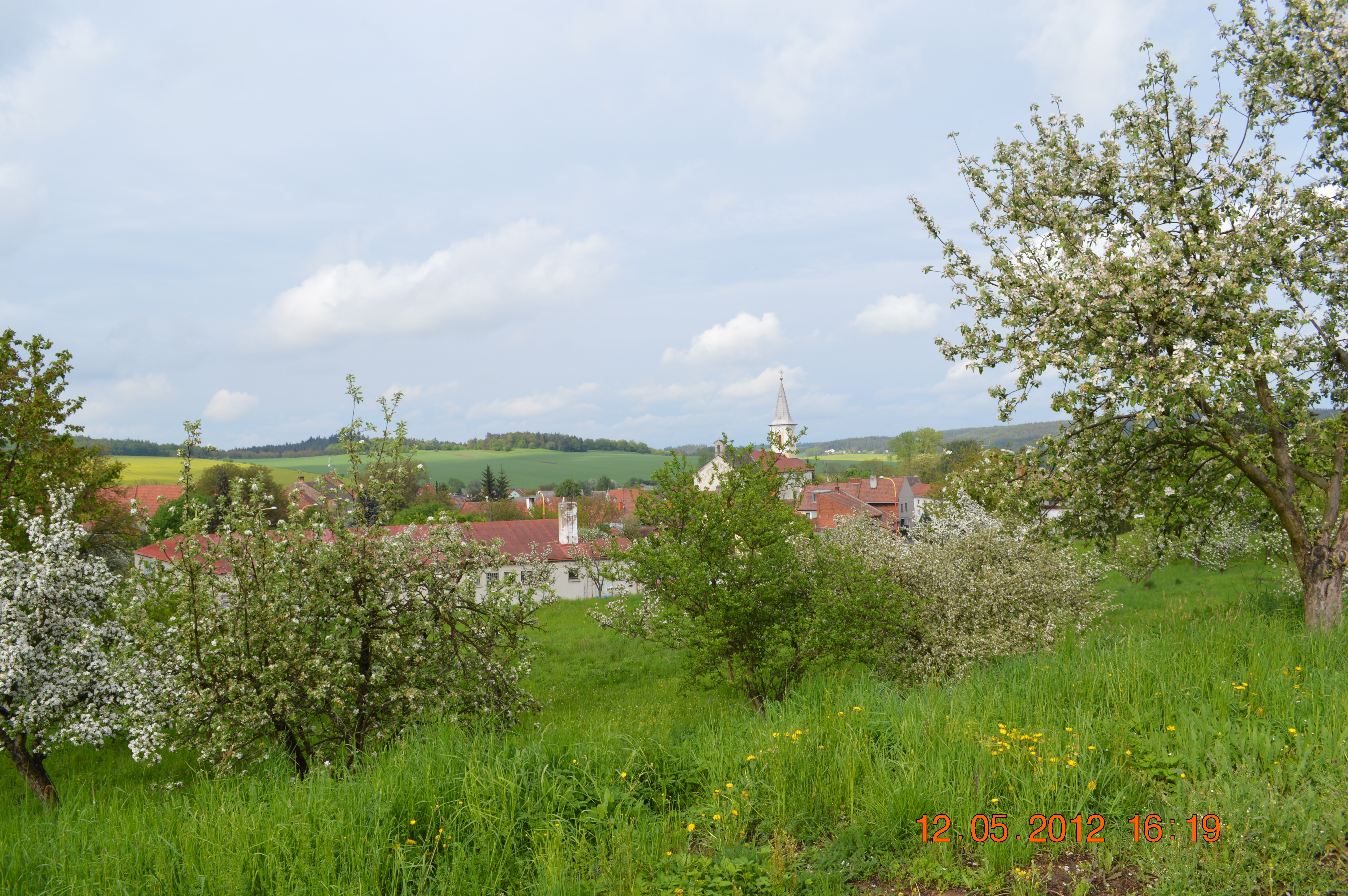
Blick auf das Dorf

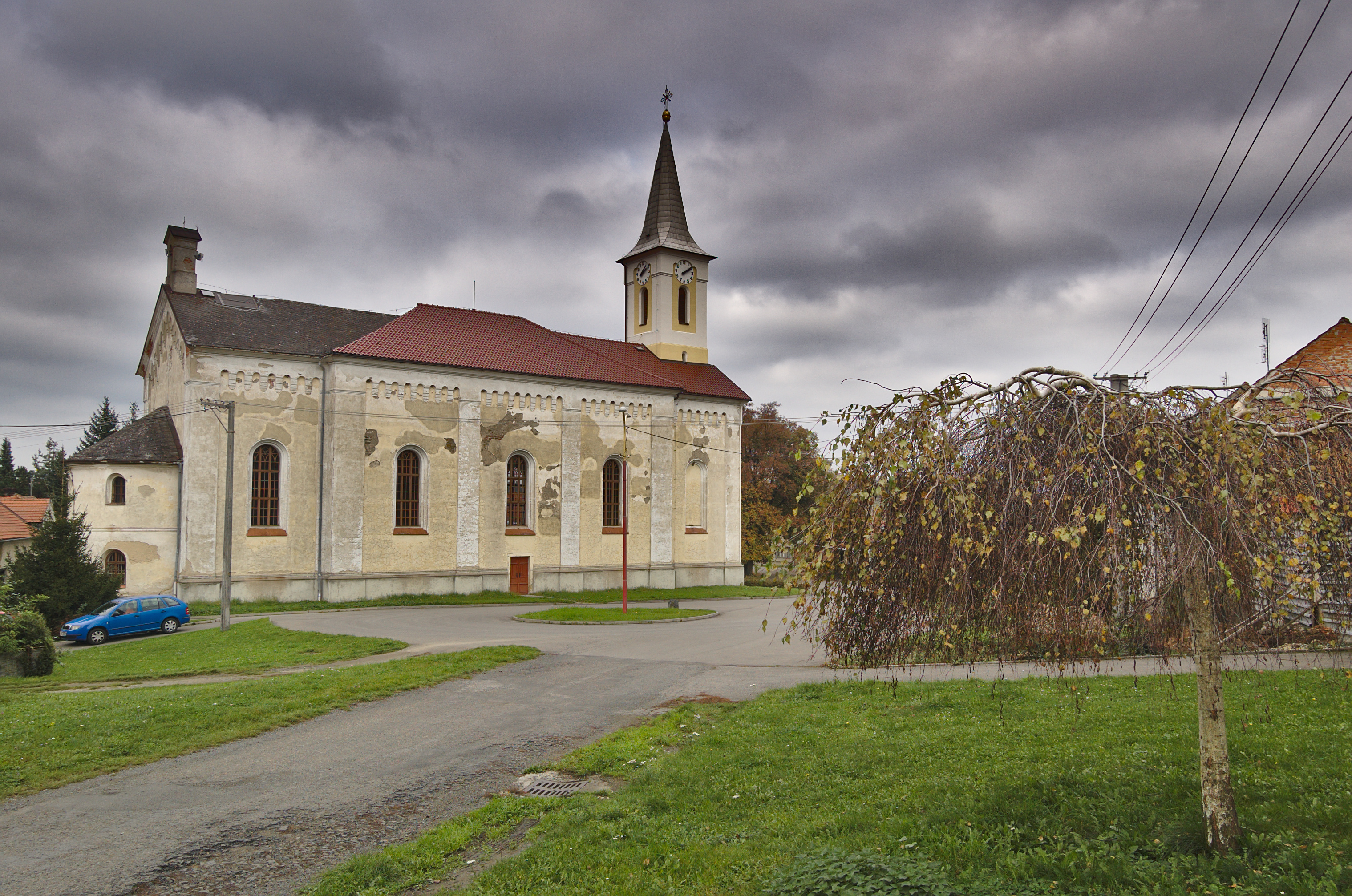
Kirche des hl. Bartholomäus

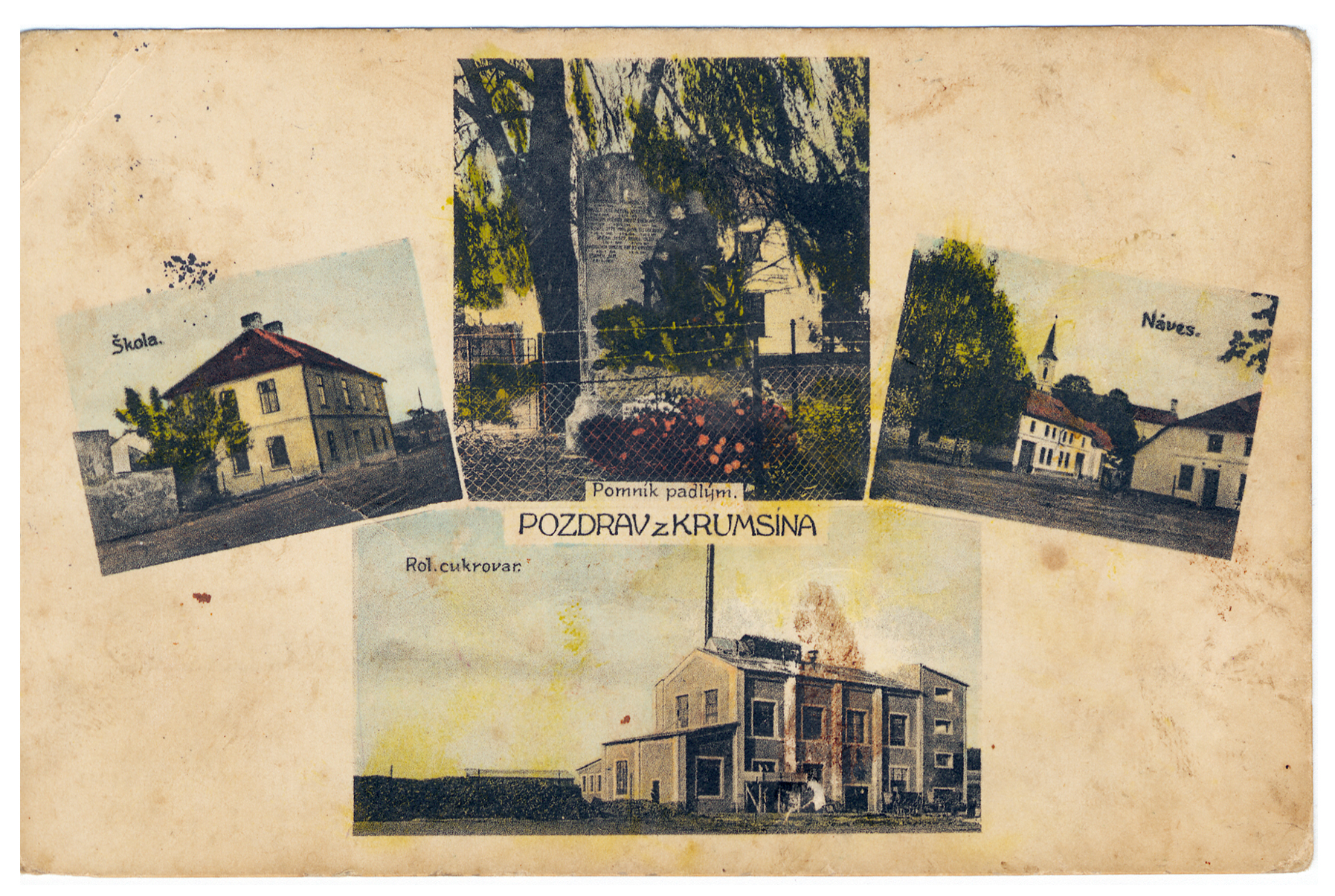
Ansichtskarte aus den 1930er Jahren

Krumsín (deutsch Krumsin) ist eine Gemeinde in Tschechien. Sie liegt neun Kilometer südwestlich von Prostějov und gehört zum Okres Prostějov.

## Geographie
Das Platzdorf Krumsín befindet sich auf einer Anhöhe zwischen den Tälern der Bäche Osina und Kleštínek in den östlichen Ausläufern des Drahaner Bergland. Gegen Westen erstreckt sich der Truppenübungsplatz Březina. Nordöstlich erhebt sich der Kotouč (358 m. n.m.), im Osten der Chlum (412 m. n.m.), südöstlich der Spálený kopec (433 m. n.m.) und der Křenůvský kopec (411 m. n.m.), im Süden die Sednička (396 m. n.m.), südwestlich der Hrubý kopec (462 m. n.m.) und der Zelený kopec (540 m. n.m.) sowie im Westen der Průkles (473 m. n.m.).
Nachbarorte sind Soběsuky und Plumlov im Norden, Stichovice, Mostkovice, Domamyslice und Čechovice im Nordosten, Seloutky im Osten, Určice und Alojzov im Südosten, Křenůvky, Trávníky und Prostějovičky im Süden, Osina und Březina im Südwesten, Drahany und Bousín im Westen sowie Repechy, Malé Hradisko und Žárovice im Nordwesten.

## Geschichte
Die erste schriftliche Erwähnung von Krumsyn erfolgte 1349 als Mech von Krumsín einen Hof von Jesiko von Boskowitz kaufte. Um 1365 war Wyssek von Krumsín Besitzer des Freihofes. Weitere Anteile des Dorfes gehörten um 1371 Jindřich von Krumsín und Budek von Hluchow. Im Jahre 1379 verglich sich Jindřich von Krumsín mit Pessek von Tikowic wegen ihres gegenseitigen Besitzes mit Ausnahme des Pfarrpatronats in Krumsín. Zehn Jahre später ließ Bedřich von Krumsín seinen Hof in Krumsín mit sieben Lahn, zwei Schänken und zwei Gehöften sowie der Hälfte des Pfarrpatronats landtäflig dem Peter von Krawarn auf Plumenau versichern. Dieser überließ seinen Anteil 1408 an Karl von Opatowic, der ihn umgehend an Ulrich von Lessan weiterreichte. Im Jahre 1415 kaufte Ulrich von Lessan noch den Freihof mit viereinhalb Lahn, einem Gehöft und dem Pfarrpatronat von Jakob und Peter von Krumsín. Johann von Lessan, der das Gut Krumsín gemeinschaftlich mit seiner Schwester Agnes geerbt hatte, kaufte 1437 deren Anteil auf. Er befreite im Jahr darauf die Bewohner des in den Hussitenkriegen stark geschädigten Dorfes vom Heimfall und verschrieb 1447 seiner Frau Margarethe von Kostelec Einkünfte aus Krumsín als Morgengabe. Johann von Lessan ließ in Krumsín eine Feste erbauen und verwendete das Prädikat von Krumsin und Lessan. Nach dem Tode des Johann von Krumsin und Lessan ließen dessen Bürgen 1466 die Brüder Jakob und Onesch von Šarow auf Šarow auf die Feste Krumsin mit den Dörfern Krumsín und Prostějovičky sowie dem Pfarrpatronat in Krumsín intabulieren. Der Protest von Agnes von Lessan, die darauf Erbansprüche geltend machte, blieb erfolglos. Im Jahre 1490 erwarb der Obersthofrichter der Markgrafschaft Mähren Jakob von Šarow und Krumsín auch die Herrschaft Blansko als Pfandbesitz. Nachfolgender Besitzer war Jakobs Sohn Johann von Šarow und Krumsín. Dessen Sohn Wenzel von Šarow veräußerte 1527 das Gut Krumsín mit der Feste und dem Hof Krumsín, den Dörfern Krumsín, Domamyslice, Prostějovičky und Kobylničky sowie Anteilen von Ohrozim, Otaslavice, Žešov und Bílovice für 5500 Mährische Gulden an den Besitzer der Herrschaft Plumenau, Johann IV. von Pernstein. Die Feste Krumsín verlor damit ihre Bedeutung als Herrensitz und erlosch noch im 16. Jahrhundert; letztmals erwähnt wurde sie 1571, in der Beschreibung der Herrschaft Plumenau von 1599 ist sie nicht mehr aufgeführt. Nach dem Tode des Johann V. von Pernstein verkauften dessen Erben die verschuldete Herrschaft Plumenau im Jahre 1600 an Karl von Liechtenstein; sie wurde damit Teil des großen Majorates des Hauses Liechtenstein.
Die Pfarrei Krumsín erlosch um 1630, ihr Sprengel wurde danach von der Pfarrei Mostkovice verwaltet. Fürst Josef Wenzel von Liechtenstein stiftete 1766 eine Expositur und eine Schule in Krumsín. Später wurde die Expositur zur Lokalie erhoben. Der die Kirche umgebende Friedhof wurde 1835 aufgehoben.
Im Jahre 1835 bestand das im Olmützer Kreis gelegene Dorf Krumsin aus 64 Häusern mit 432 mährischsprachigen Einwohnern. Haupterwerbsquelle bildete die Landwirtschaft. Unter herrschaftlichem Patronat standen die dem Proßnitzer Dekanat zugeordnete Lokalie, die Kirche St. Bartholomäus und die Schule. Im Ort gab es einen herrschaftlichen Meierhof. Krumsin war Pfarr- und Schulort für Hammer, Prostieowitschek, Sobiesuk und Ziarowitz. Am 20. April 1836 erbte Fürst Alois von und zu Liechtenstein die Herrschaft. Im Jahre 1843 wurde wieder eine Pfarrei eingerichtet. Bis zur Mitte des 19. Jahrhunderts blieb Krumsin der Fideikommissherrschaft Plumenau untertänig.
Nach der Aufhebung der Patrimonialherrschaften bildete Krumsín / Krumsin ab 1850 eine Gemeinde im Gerichtsbezirk Plumenau. Die alte Holzkirche wurde 1865 abgebrochen. Zwischen 1866 und 1867 entstand am Platz eines alten romanischen Kirchleins die heutige Kirche. Ab 1869 gehörte Krumsín zum Bezirk Proßnitz; zu dieser Zeit hatte das Dorf 493 Einwohner und bestand aus 69 Häusern. Im Jahre 1900 lebten in Krumsín 656 Personen; 1910 waren es 648. Nach dem Ersten Weltkrieg zerfiel der Vielvölkerstaat Österreich-Ungarn, die Gemeinde wurde 1918 Teil der neu gebildeten Tschechoslowakischen Republik. Beim Zensus von 1921 lebten in den 114 Häusern von Krumsín 608 Tschechen. 1928 entstand eine bäuerliche Zuckerfabrik. Im Jahre 1930 bestand Krumsín aus 155 Häusern und hatte 671 Einwohner. Der Konkurs der Zuckerfabrik Krumsín im Jahre 1935 während der Weltwirtschaftskrise brachte zahlreiche Einwohner um ihre dort investierten Ersparnisse. Von 1939 bis 1945 gehörte Krumsín / Krumsin zum Protektorat Böhmen und Mähren.
Im Jahre 1950 hatte Krumsín 730 Einwohner. Zum 1. Mai 1951 wurden die Wälder westlich von Krumsín Teil des neuen Truppenübungsplatzes Březina. Seit 1999 führt die Gemeinde ein Wappen und Banner. Beim Zensus von 2001 lebten in den 219 Häusern von Krumsín 642 Personen. Im Zuge der Verkleinerung des Truppenübungsplatzes wurde zum 1. Januar 2015 der Katastralbezirk Osinky u Krumsína der Gemeinde Krumsín zugeordnet.

## Gemeindegliederung
Für die Gemeinde Krumsín sind keine Ortsteile ausgewiesen. Zu Krumsín gehören die Einschichten Osina und Osinky.
Das Gemeindegebiet gliedert sich in die Katastralbezirke Krumsín und Osinky u Krumsína.

## Sehenswürdigkeiten
- Neoromanische Kirche des hl. Bartholomäus, sie wurde 1866–1867 am Platz eines alten romanischen Kirchleins errichtet und 1868 geweiht. Sie besitzt drei Altäre, das Hauptaltarretabel stellt den hl. Bartholomäus dar. Erhalten ist der Grabstein der Ehefrau des Johann von Šarow und Krumsín, Anna († 1511)
- Pfarrhaus
- Mehrere Wegkreuze
- Bildstock, am Abzweig zur landwirtschaftlichen Genossenschaft
- Denkmal für die Gefallenen des Ersten Weltkrieges, auf dem Dorfplatz
- Ehemalige Zuckerfabrik, sie wurde von 1928 bis 1935 betrieben. Heute dient das Gebäude als Wohnhaus.[5]
- Naturreservat Kněží hora, nordöstlich des Dorfes